# Tachina iota
Tachina iota là một loài ruồi trong họ Tachinidae.